# 아페이론
아페이론 (ἄπειρον)은 'ἀ- a-, "without" +πεῖραρ peirar, "end, limit"'로부터 그리스어로 '무한'의 뜻. 아낙시만드로스는 아페이론을 여러 가지 물건의 아르케라고 했다.
아페이론은 아낙시만드로스가 기원전 6세기에 제창한 우주론의 중심적인 개념이다. 21세기에 남아있는 아낙시만드로스의 저작은 거의 없다. 조금 남아있는 단편에 의하면, 아낙시만드로스는 만물의 근원 (아르케)가 무제한, 무정량의 양(즉 아페이론)이라고 생각하고 있었다. 아페이론은 성숙하지도, 쇠퇴하지도 않고, 신선한 물질을 계속 영원히 낳고 있어, 우리가 지각 대상으로 하는 모든 것은 이러한 물질에 유래하고 있다고 여겨진다. 아페이론에 대해 상세하게 말한 문장은 없지만, 일반적으로는 (예를 들면 아리스토텔레스나 아우구스티누스에 의해서) 어느 종류 원초의 카오스와 같은 것으로 이해되어 왔다. 열랭과 건습 등 양극의 성질을 겸비해, 사물의 운동을 통제(제어)하고, 세계에 나타나는 다수의 형태나 차이의 모든 것을 일으키게 한다고 여겨진다.

## 같이 보기
- 무한각형
- 원질
- 브라흐만
- 하느님
- 관념론
- 무한
- 태극
- 신통기
- 무극